# Lê Túc Tông
Lê Túc Tông (chữ Hán: 黎肅宗 6 tháng 9 năm 1488 – 12 tháng 1 năm 1505) là vị hoàng đế thứ bảy của Hoàng triều Lê nước Đại Việt. Túc Tông chỉ giữ ngôi trong vòng 6 tháng; từ ngày 17 tháng 7 năm 1504 đến khi mất ngày 12 tháng 1 năm 1505 và chỉ dùng một niên hiệu là Thái Trinh.
Lê Túc Tông tên thật là Lê Thuần (黎㵮), là con trai thứ ba, đồng thời là đích tử của Lê Hiến Tông; vì thông minh, hiếu học nên được vua cha lập làm Hoàng thái tử dù không phải con trưởng. Tháng 7 năm 1504, sau khi Lê Hiến Tông mất, Lê Thuần lên ngôi Hoàng đế. Theo bộ sử biên niên của nhà Lê, Đại Việt Sử ký Toàn thư, Lê Túc Tông gần gũi với người hiền, thích điều thiện và là vị vua giỏi giữ cơ nghiệp thái bình. Trong thời gian tại vị, ông cũng đã dẹp yên cuộc nổi loạn của Đoàn Thế Nùng ở Cao Bằng.
Tháng 12 năm 1504, Lê Túc Tông đột ngột bệnh nặng. Do không có con nối dõi, ông chỉ định người anh thứ hai của mình là Lê Tuấn lên nối ngôi, tức vua Lê Uy Mục. Ngày 12 tháng 1 năm 1505, Túc Tông băng hà chỉ sau 6 tháng trị vì. Lê Túc Tông là vị vua cuối cùng trong giai đoạn thịnh trị của triều Lê sơ, vì sau khi ông qua đời, nước Đại Việt bắt đầu suy yếu do sự sa đoạ và tàn ác của người anh Lê Uy Mục.

## Thiếu thời
Lê Túc Tông tên là Lê Thuần (黎㵮) sinh ngày 1 tháng 8 âm lịch (6 tháng 9 dương lịch) năm Mậu Thân (1488), là con trai thứ ba nhưng là đích tử của Lê Hiến Tông (Lê Tranh), mẹ là Trang Thuận Hoàng hậu Nguyễn Hoàn, quê ở Bình Lăng, Thiên Thi, Hưng Yên. Lúc Lê Thuần được sinh ra thì vua cha Hiến Tông vẫn còn là thái tử, còn ông nội Lê Thuần là Lê Thánh Tông đang giữ ngôi Hoàng đế.
Năm 1497, Lê Thánh Tông qua đời, thái tử Lê Tranh lên kế vị, tức vua Lê Hiến Tông. Năm 1499, các đại thần như Thái bảo Sùng Khê hầu Lê Vĩnh, Đô Kiểm điểm Cống Xuyên hầu Lê Năng Nhượng dâng bản tâu xin Lê Hiến Tông lập trữ quân. Lê Hiến Tông khi đó có sáu người con trai, trong đó con trưởng là Lê Tuân và con thứ hai là Lê Tuấn. Nhưng nhà vua cho rằng hai người này là không đủ phẩm chất và đức hạnh nên quyết định lập con thứ ba, Lê Thuần, làm trữ quân. Ngày 17 tháng 2 âm lịch cùng năm, Lê Hiến Tông dụ Thái bảo Sùng Khê hầu Lê Vĩnh và Đô Kiểm điểm Cống Xuyên hầu Lê Năng Nhượng:
| “              | Mới rồi nhận được bản tâu của các khanh, lo kế lớn cho tông miếu xã tắc, khẩn thiết xin dựng lập hoàng trừ, trẫm rất khen ngợi việc đó. Hoàng tử thứ nhất là Tuân thì thích mặc áo đàn bà, bỏ thuốc độc cả mẹ; hoàng tử thứ hai là Tuấn thì còn bé, lại không có đức, sợ không kham nổi; hoàng tử thứ ba là Thuần rất ham thích Thi, Thư, dốc lòng hiếu kính, trẫm đích thân vỗ về dạy bảo, nay đã trưởng thành, trẫm quyết đoán từ công tâm, cho giữ ngôi thái tử, thực không phải là bỏ con trưởng lập con thứ, mà là vì thiên hạ chọn người làm vua đó! Song điện chính Đông cung trẫm còn đang ở, nên làm cung mới bên cạnh điện, và làm sách phong thái tử, tuyên bố nghi lễ tiết văn, truyền cho Hữu ty chọn ngày cử hành việc đó. | ” |
| — Lê Hiến Tông | |   |

Ngày 6 tháng 12 âm lịch năm Mậu Ngọ (1498), Hoàng đế Lê Hiến Tông sai Thái bảo Đường Khê bá Lê Vĩnh và Trung quân Đô đốc phủ Tả Đô đốc, Điện tiền Đô kiểm điểm Ty Đô kiểm điểm Dung Hồ bá Lê Lan đem kim sách và ấn báu lập Lê Thuần làm Hoàng thái tử.

## Sáu tháng cai trị
Ngày 24 tháng 5 âm lịch năm Giáp Tý (1504), Lê Hiến Tông qua đời ở điện Đồ Trị, thọ 44 tuổi. Nhà vua có để lại di chiếu cho Lễ bộ Thượng thư Đàm Văn Lễ và Ngự sử đài Đô ngự sử Nguyễn Quang Bật phụ tá Thái tử Thuần kế ngôi. Theo Đại Việt Sử ký Toàn thư, lúc Hiến Tông mất, các thân vương đua nhau đòi kế ngôi. Mẹ nuôi của Lê Tuấn thậm chí đã đút lót vàng bạc cho Đàm Văn Lễ và Nguyễn Quang Bật để họ cho con mình lên ngôi. Tuy nhiên, Đàm Văn Lễ vẫn cương quyết làm theo di chiếu, bèn đi vào tẩm điện lấy ấn báu truyền quốc mang về nhà, rồi cùng các đại thần lập Thái tử Lê Thuần lên kế vị.
Ngày 6 tháng 6 âm lịch (17 tháng 7 dương lịch) năm 1504, các đại thần gồm Trung quân Đô đốc phủ tả Đô đốc Bình Sơn hầu Lê Quảng Độ, Nam quân Đô đốc phủ tả Đô đốc Phò mã Đô úy Lâm Hoài bá Lê Đạt Chiêu và các quan phò mã, các vị quan Ngũ phủ, Lục bộ, Đông các, Hàn lâm viện, Lục tự, Lục khoa đến điện Hoàng Cực rước Lê Thuần lên ngôi Hoàng đế. Nhà vua xưng là Tự Hoàng (嗣皇), lấy niên hiệu là Thái Trinh (泰貞), sử gọi là Lê Túc Tông (黎肅宗). Túc Tông lấy ngày sinh làm Thiên minh Thánh tiết (天明聖節) và làm lễ tế cáo trời đất, tông miếu. Ông cũng tôn bà nội là Trường Lạc Thánh Từ Hoàng thái hậu làm Thái hoàng thái hậu.
Sách Đại Việt Sử ký Toàn thư mô tả Lê Túc Tông là một hoàng đế tốt, tuy lên ngôi chưa lâu nhưng đã chăm lo chính sự chu đáo, ra nhiều quyết định có ích giúp cơ nghiệp hoàng triều được bền vững và nhân dân được yên ấm:
"Khi vua mới lên ngôi, tha tù nhân, thả cung nữ, ngừng những việc không cần kíp, giảm những việc nặng nhọc, bớt đồ dâng cống, giảm nhẹ lực dịch, dùng bề tôi cũ có công, nắm giữ mọi uy quyền; hạn chế, răn đe thế lực họ ngoại, dốc lòng thương yêu các vị thân vương, mọi việc sửa sang nghiệp lớn, dựng đặt gốc lớn, không điều gì không đến nơi đến chốn. Thần dân trong nước đều chăm chú dõi nhìn chính sự buổi đầu, cho rằng ngày nay lại được trông thấy đời thịnh trị của Thành, Khang, Văn, Cảnh."
Thời vua Túc Tông có sự kiện Đoàn Thế Nùng nổi dậy ở Cao Bằng. Tháng 6 âm lịch năm 1504, nhà vua sai quân đi trấn áp. Đoàn Thế Nùng bị bắt giết cùng với hơn 500 thuộc hạ.
Tháng 11 âm lịch năm 1504, vua Túc Tông sai sứ sang Trung Quốc cống nạp, báo tang và xin phong vương. Lại bộ Thị lang Đặng Tán, Kiểm thảo Khuất Quỳnh Cửu và Hộ khoa đô Cấp sự trung Lưu Quang Phụ mang cống phẩm; Binh bộ Hữu Thị lang Nguyễn Lân và Giám sát Ngự sử Nguyễn Kính Nghiêm báo tang cho Hiến Tông; Lễ bộ hữu Thị lang Nguyễn Bảo Khuê, Đông các Hiệu thư Trần Viết Lương và Hiệu thư Vũ Châu dâng biểu xin phong vương cho Túc Tông.

## Qua đời
Ngày 8 tháng 11 âm lịch (13 tháng 12 dương lịch) năm 1504, linh cữu Lê Hiến Tông được mai táng ở Dụ Lăng, Lam Kinh (Thanh Hóa ngày nay). Lễ bộ tâu xin soạn văn bia kể công đức của tiên đế. Lê Túc Tông chuẩn tấu, sai nhóm văn thần Nguyễn Nhân Thiếp, Phạm Thịnh và Trình Chí Sâm soạn văn bia. Cùng hôm đó, sức khỏe nhà vua bắt đầu suy sụp. Sau một tháng đau ốm, nhà vua thấy không qua khỏi, lại không có con nối ngôi. Ngày 6 tháng 12 âm lịch năm 1504 (10 tháng 1 dương lịch năm 1505), Túc Tông dụ cho các đại thần Bình Sơn hầu Lê Quảng Độ, Cống Xuyên bá Lê Năng Nhượng cùng các quan văn võ:
| “             | Bệnh trẫm chưa khỏi, lo rằng việc phó thác nặng nề e sẽ không kham nổi. Con thứ hai của Tiên hoàng đế là Tuấn, là người hiền minh, nhân hiếu, có thể nối được ngôi chính thống, để thừa kế tổ tông, vỗ về thân dân. Đại thần và các quan hãy hết lòng trung trinh để giúp nên nghiệp lớn; thân vương nào dám tiếm vượt ngôi trời thì người trong nước cùng nhau giết đi. | ” |
| — Lê Túc Tông | |   |

Ngày 7 tháng 12 âm lịch năm 1504 (11 tháng 1 dương lịch năm 1505), bệnh của Túc Tông trở nặng. Hôm sau, ngày 8 tháng 12 âm lịch năm 1504, Túc Tông qua đời tại điện Hoàng Cực, hưởng dương 17 tuổi, có di chiếu cho triều đình để tang theo quy chế cổ. Ngày 18 tháng 12 âm lịch năm 1504 (22 tháng 1 dương lịch năm 1505), các đại thần đến điện Hương Minh đón con thứ hai của Lê Hiến Tông là Lê Tuấn lên ngôi, tức Hoàng đế Lê Uy Mục.
Bấy giờ, Lễ bộ hữu Thị lang Nguyễn Bảo Khuê đang trên đường đi sứ nhà Minh để cầu phong cho Túc Tông nhưng chưa qua cửa ải. Triều đình lại sửa đổi tờ biểu cầu phong khác giao cho Bảo Khuê mang đi.
Ngày 16 tháng 2 âm lịch (21 tháng 3 dương lịch) năm 1505, triều đình dâng miếu hiệu cho ông là Túc Tông (肅宗) và thụy hiệu là Chiêu Nghĩa Hiển Nhân Ôn Cung Uyên Mặc Đôn Hiếu Doãn Cung Khâm Hoàng Đế (昭義顯仁溫恭淵默惇孝允恭欽皇帝). Đời sau gọi ông là Túc Tông Khâm Hoàng đế (肅宗欽皇帝), Khâm Hoàng (欽皇) hay Tự Hoàng Thuần (嗣皇㵮).
Tháng 3 âm lịch năm 1505, linh cữu Túc Tông được đưa về Lam Kinh, an táng ở Kính Lăng (敬陵). Lễ quan xin dựng văn bia kể công đức Túc Tông. Vua Uy Mục nghe theo, sai các văn thần Đàm Văn Lễ, Nguyễn Nhân Thiếp, Phạm Thịnh, Trình Chí Sâm soạn văn bia Kính Lăng.
Khi Lê Túc Tông lên ngôi vào tháng 6 âm lịch năm 1504, có tuyên bố sang năm sau sẽ đổi niên hiệu là Thái Trinh. Tuy nhiên, vị hoàng đế trẻ mất ngày 8 tháng 12 âm lịch năm 1504, nghĩa là trước khi năm Giáp Tý (1504) kết thúc (ngày 30 tháng 12 của năm âm lịch 1504 rơi vào ngày 3 tháng 2 năm 1505 dương lịch). Do vậy, niên hiệu được sử dụng trên thực tế trong suốt thời trị vì của Túc Tông vẫn là Cảnh Thống, niên hiệu của tiên đế Lê Hiến Tông. Đến ngày đầu năm Ất Sửu (1505) (tức ngày 4 tháng 2 năm 1505 dương lịch), Lê Uy Mục mới chính thức đổi niên hiệu thành Đoan Khánh.

## Nhận định
Sách Đại Việt Sử ký Toàn thư có nhận xét tích cực về Lê Túc Tông:
| “                         | Vua dốc chí hiếu học, thân người hiền, vui điều thiện, xứng đáng là vị vua giỏi giữ cơ nghiệp thái bình, không may mất sớm, tiếc thay! | ” |
| — Đại Việt Sử ký Toàn thư | |   |

Sử quan triều Mạc là Tống Lệnh Vọng cũng ghi nhận:
| “                | Hiến Tông để lòng mưu trị mà ở ngôi không lâu, Túc Tông tôn sư trọng đạo mà ít tuổi, chết yểu. Nối theo thì Mẫn Lệ bạo ngược vô đạo, Linh Ân cướp nước giết vua, Đà Dương Vương thì nội loạn bị cưỡng bức, Cung Hoàng Đế thì ngôi trời đã chuyển dời, còn làm gì được nữa! | ” |
| — Tống Lệnh Vọng | |   |